# H. Bentley Glass
Hiram Bentley Glass (* 17. Januar 1906 in Chinesisches Kaiserreich; † 16. Januar 2005 in Boulder, Colorado) war ein US-amerikanischer Genetiker und Wissenschaftsautor.

## Leben
Glass war der Sohn von Baptisten-Missionaren in China, besuchte das Decatur Baptist College in Texas und studierte an der Baylor University mit dem Bachelor-Abschluss. 1926 bis 1928 war er Biologielehrer an der High School in Timpson in Texas, wo er auch das Football Team erfolgreich coachte (obwohl er zuvor keine Ahnung von Football hatte). Danach setzte er sein Studium an der Baylor University fort (Master-Abschluss) und an der University of Texas, an der er bei Hermann Joseph Muller in Genetik promoviert wurde. Als Post-Doktorand war er an der Universität Oslo und am Kaiser-Wilhelm-Institut in Berlin, wo er den von ihm als Liberalem missbilligten Aufstieg der Nationalsozialisten erlebte, sowie an der University of Missouri. Er lehrte am Stephens College in Columbia (Missouri) und am Goucher College in Maryland, bevor er Professor an der Johns Hopkins University wurde. Er war in Baltimore auch regelmäßiger Wissenschafts-Kolumnist für die Baltimore Evening Sun und regelmäßig bei den Symposia im Cold Spring Harbor Laboratory (in dessen Rat er war). 1959 wurde er in die American Academy of Arts and Sciences und die National Academy of Sciences gewählt. Seit 1963 war er gewähltes Mitglied der American Philosophical Society. 1965 wurde er Professor an der State University of New York at Stony Brook.
Er veröffentlichte Bücher über Biologiegeschichte, Biologie in der Gesellschaft und Wissenschaftsethik und befasste sich mit Biologie-Pädagogik (1959 bis 1965 war er im Rat der Biological Sciences Curriculum Study (BSCS) und überwachte darin die modernen Erkenntnissen angepassten Neuauflagen der Biologiebücher für Schulen und 1971 war er Präsident der National Association of Biology Teachers).
Er ist auch für eine Reihe umstrittener Vorhersagen bekannt, so erklärte er 1970 in seiner Rede als Präsident der AAAS, wissenschaftlicher Fortschritt würde in ein bis zwei Generationen stoppen (ähnliche Ideen vertrat damals auch Gunther Stent).
Als Vorsitzender eines Komitees der American Association of University Professors kritisierte er Mitte der 1950er Jahre mehrere US-amerikanische Universitäten wegen der Entlassung von Professoren wegen angeblichen kommunistischen Hintergrunds. Als Präsident der Organisation (1958–1960) lehnte er Loyalitätseide grundsätzlich ab mit dem Argument, die Illoyalen würden sowieso Meineide schwören.
Ebenfalls in den 1950er Jahren machte er auf die Gefahr nuklearen Fallouts aus Kernwaffenexplosionen auf die Erbanlagen aufmerksam. Er sagte im Fall eines Nuklearkrieges voraus, dass dann die Insekten (wobei er in einer prägnanten Formulierung die Küchenschabe herausstellte) als bestangepasste Spezies das Leben auf der Erde dominieren würden.
Als Wissenschaftler untersuchte er genetischen Austausch (Genetic Drift) zwischen benachbarten Populationen. Nach seinen Berechnungen hatte der afroamerikanische Bevölkerungsanteil in den USA einen Gen-Pool, der zu 30 % aus dem weißen Bevölkerungsanteil stammte. In einem Times-Interview von 1967 sagte er das Verschwinden der Rassen in der Zukunft vorher.
1969 war er Präsident der American Association for the Advancement of Science. Er war Herausgeber von Science und Scientific Monthly und 1944 bis 1986 des Quarterly Review of Biology sowie Präsident von Biological Abstracts. 1967 war er Präsident der American Society of Human Genetics. 1955 bis 1965 war er Präsident der Sektion Maryland der American Civil Liberties Union (ACLU). 1954 bis 1956 war er Präsident des American Institute of Biological Sciences (AIBS) und er war Präsident der American Society of Naturalists. 1967 bis 1970 war er Präsident von Phi Beta Kappa.
Er war 59 Jahre mit Suzanne G. Smith verheiratet (gestorben 2003) und hatte eine Tochter.

## Schriften
- Progress or Catastrophe: The Nature of Biological Science and Its Impact on Human Society, Praeger Publishers, 1985.
- mit Owsei Temkin, William L. Straus: Forerunners of Darwin, 1745–1859, The Johns Hopkins University Press, 1968.
- The Biology of Nuclear War, The American Biology Teacher, Band 24, Oktober 1962, S. 407–425.
- Ethical Basis of Science, Haifa, Technion-Israel Institute of Technology, 1969.
- Science and ethical values, Greenwood Press, 1981.
- Geneticists Embattled: Their Stand Against Rampant Eugenics and Racism in America During the 1920s and 1930s, Proceedings of the American Philosophical Society, Band 130, 1986, S. 130–155.